# سبزقبا دلاری خاوری
سبزقبا دلاری خاوری (نام علمی: Eurystomus orientalis) نام یک گونه از تیره سبزقبا است.

## نگارخانه

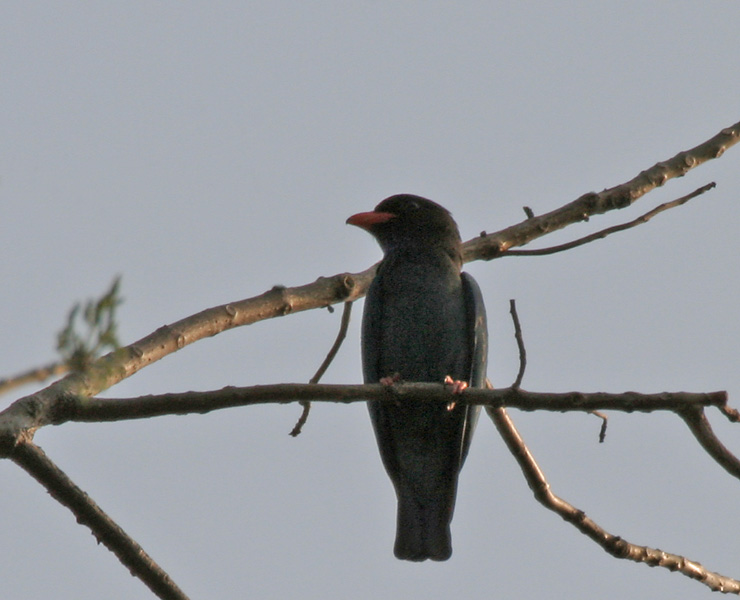
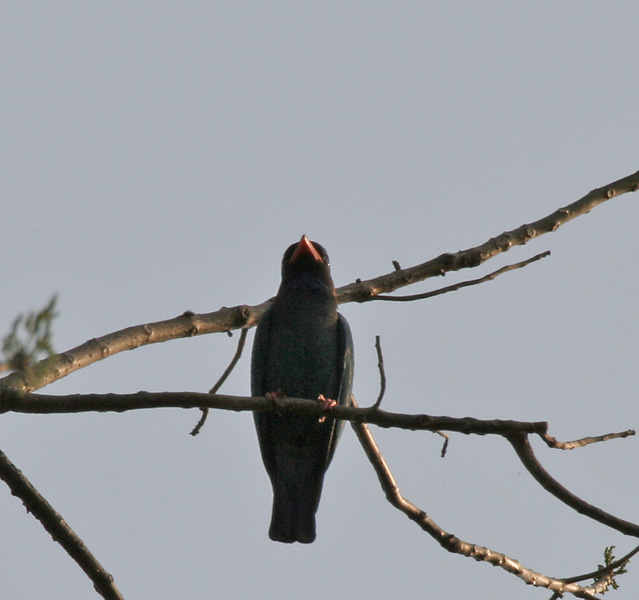
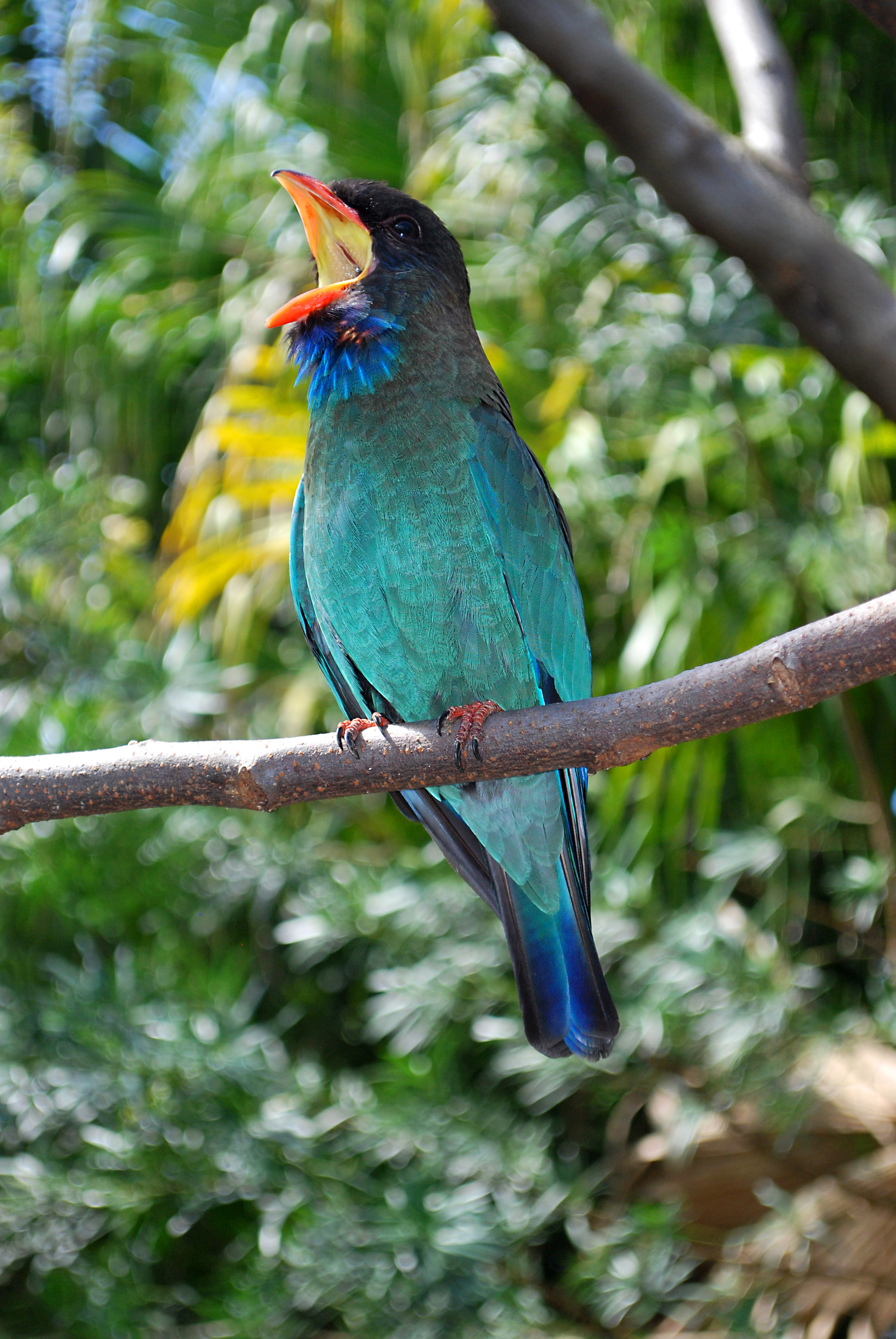